# Arkansas (Schiff, 1862)
Die Arkansas, regelmäßig als CSS Arkansas bezeichnet, war ein Panzerschiff der Confederate States Navy im Amerikanischen Bürgerkrieg.

## Geschichte
Die Kiellegung der Arkansas erfolgte im Oktober 1861 in Memphis, Tennessee. Im April 1862 wurde sie in den Yazoo River im US-Bundesstaat Mississippi verlegt, um zu verhindern, dass sie den  Nordstaaten in die Hände fiel. Diese hatten bereits Memphis erobert und das Schwesterschiff der Arkansas, die Tennessee war im Dock verbrannt worden, um nicht in die Hände der Union Navy zu fallen.
Im Mai 1862 erhielt Kapitän Isaac N. Brown, der zum Kapitän des Schiffes bestimmt worden war, in Vicksburg von den Oberbefehlshabern der Confederate States Navy in Richmond, den Auftrag, nach Greenwood, zu fahren, um dort das Schiff fertigstellen und die Bewaffnung einbauen zu lassen.  Als Brown ankam, fand er jedoch lediglich einen unbewaffneten, ungepanzerten Schiffskörper mit zerlegten Maschinen vor. Das zur Panzerung vorgesehene Eisen lag auf dem Grund des Flusses. Nachdem die Panzerplatten aus dem Fluss geborgen worden waren, verlegte man das Schiff nach Yazoo City (Mississippi), wo es mit Hilfe von Konföderationstruppen binnen fünf Wochen fast komplett fertiggestellt wurde. Vor dem Ende der Arbeiten musste die Arkansas Yazoo City jedoch verlassen, da der Wasserspiegel im Fluss sank und das Schiff sonst festgesessen hätte.

## Gefechte

### Der Durchbruch nach Vicksburg
Zu dieser Zeit hatte die Marine der Nordstaaten eine Flussblockade über Vicksburg verhängt, die von Captain Brown unbedingt durchbrochen werden sollte. Nach einer Fahrt von ca. 15 Meilen stellte sich heraus, dass Dampf aus dem Kessel in den vorderen Munitionsraum eingedrungen war, wodurch das Schwarzpulver nass und schließlich unbrauchbar wurde. Daraufhin steuerte die Crew eine Lichtung am Ufer des Yazoo-Flusses an, wo das Pulver bis Sonnenaufgang getrocknet werden konnte.
Unmittelbar danach wurden drei Schiffe der Nordstaaten gesichtet, die auf die Arkansas Kurs nahmen. Es waren die Carondolet, die Tyler und die Queen of the West.
Die drei Schiffe nahmen umgehend die Verfolgung der ablaufenden Arkansas, was dann zu einem offenen Gefecht führte, in dem die Arkansas ihren ersten Erfolg verzeichnen konnte. Sie versenkte die Carondolet zu Beginn des Gefechts mit einem Treffer in die Steuerung und konzentrierte sich dann auf die Tyler und die Queen of the West. Diese ergriffen die Flucht und lockten die sie verfolgende Arkansas vor die Rohre einer Flotte von mehr als 20 Kriegsschiffen der Nordstaaten. Trotzdem entschloss sich Kapitän Brown den Durchbruch zu wagen, was ihm mit Hilfe des Überraschungsmoments auch gelang.
Die Besatzungen der Unionsflotte wurden von dieser Aktion völlig überrumpelt und ließen die Arkansas ungehindert passieren. In Vicksburg wurde sie von der Bevölkerung jubelnd empfangen.

### Der Aufenthalt in Vicksburg und die folgende Schlacht
Nach dem Durchbruch lag die  Arkansas  jedoch immer noch in Sichtweite der feindlichen Flotte. Der Plan der Union war, ihre „Upper Fleet“ und ihre „Lower Fleet“ am Morgen zu vereinigen, um gemeinsam die Arkansas anzugreifen und zu versenken. Der Plan funktionierte letztendlich jedoch nur zum Teil, da die beiden Verbände zwar vereinigt angriffen und die Arkansas  einen schweren Treffer in den Maschinenraum erhielt, das Schiff aber nicht ganz ausschalten konnten. Die Batterien der Vicksburger Artilleriestellungen leisteten zur Unterstützung so heftigen Widerstand, dass die Unionsschiffe vorerst außer Schussweite zurückweichen mussten. In der folgenden Woche lag die Arkansas in Vicksburg vor Anker, um repariert und wieder gefechtsbereit gemacht zu werden.
Nach der abgeschlossenen Reparatur waren die Gegner der Arkansas gezwungen, 24 Stunden am Tag, selbst an den heißesten Tagen des Sommers, die Dampfmaschinen in Betrieb zu halten, da das Schiff jederzeit angreifen konnte. Dies war für die Kommandeure der US Navy ein unhaltbarer Zustand, weshalb ein erneuter Angriff  der Essex und der Queen of the West zur Zerstörung der Arkansas befohlen wurde. Dieser scheiterte jedoch erneut, da die Essex einen Treffer aus nächster Nähe erhielt, und manöverierunfähig wegdriftete. Die Queen of the West erhielt ebenfalls einen schweren Treffer in die Seite, wodurch sie ebenfalls ausfiel und abgeschleppt werden musste.
Nach dieser weiteren Niederlage entschied sich die Marine der Nordstaaten, die Belagerung abzubrechen. Die „Upper Fleet“ wurde nach St. Louis und die „Lower Fleet“ nach New Orleans verlegt.
Bis zum Untergang der Arkansas vier Monate später war der Fluss vor Vicksburg frei von Schiffen der Union Navy.

### Die letzte Schlacht der Arkansas bei Baton Rouge

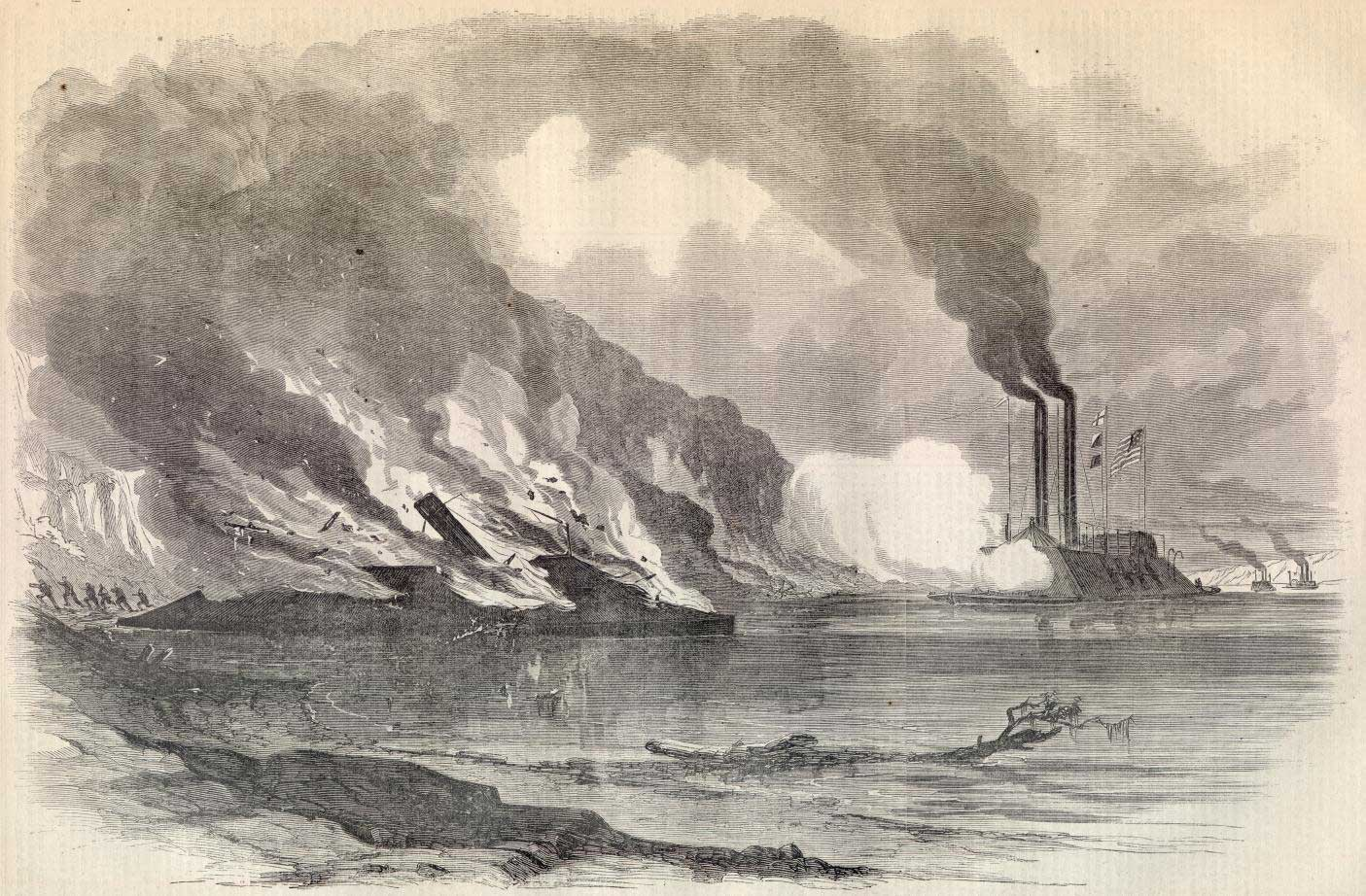
Die Arkansas im Kampf mit der Essex

Nach den siegreichen Schlachten bei Vicksburg wurde die Arkansas von General Earl Van Dorn zur Unterstützung eines  Angriffs an Land nach Baton Rouge beordert.
Entgegen dem Befehl von dem, sich zu diesem Zeitpunkt in Grenada, (Mississippi) befindlichen Kapitän Brown, nicht auszulaufen da die Dampfmaschine nicht voll einsatzfähig war, verließ das Schiff unter dem Ersten Offizier Lieutenant Charles Read Vicksburg.
Als Brown davon Kenntnis erhielt, setzte er sich unverzüglich in einen Zug nach Vicksburg, wo man ihm nach seiner Ankunft jedoch mitteilte, dass die Arkansas vor vier Stunden ausgelaufen wäre, da schließlich General Van Dorn das Oberkommando in diesem Abschnitt habe.
Die Besatzung versuchte noch alles, um das Schiff in Fahrt zu halten, trotzdem fielen die Maschinen auf dem Weg nach Baton Rouge mehrere Male aus. Es gelang der Arkansas jedoch, an ihr Ziel zu gelangen, wo sie auf eine kleine Flotte der Nordstaaten traf, unter anderem auch die Essex. Während des Gefechts fielen die Maschinen wieder aus, was dazu führte, dass die antriebslose Arkansas am Ufer des Mississippi strandete. In Anbetracht der aussichtslosen Lage zerstörte die Besatzung daraufhin das Schiff.